# Aphis equiseticola
Aphis equiseticola är en insektsart som beskrevs av Ossiannilsson 1964. Aphis equiseticola ingår i släktet Aphis och familjen långrörsbladlöss. Arten är reproducerande i Sverige. Inga underarter finns listade i Catalogue of Life.